# Амедиа
«Аме́диа» — одна из крупнейших кинокомпаний в России, производящих сериалы, фильмы и телепрограммы.
«Амедиа» основана в 2002 году российским продюсером Александром Акоповым. Ежегодно компания производит около двухсот пятидесяти часов контента различных жанров — драмы, детективы и триллеры, романтические комедии и ситкомы. В распоряжении «Амедиа» имеется собственный студийный комплекс полного цикла в центре Москвы общей площадью более 40 000 м² с шестнадцатью съёмочными павильонами.
Компания впервые в стране организовала совместное производство с крупными голливудскими студиями.
В «Амедиа» прошли два выпуска актёрской школы (совместно со Школой-студией МХАТ), три выпуска продюсерской школы (совместно со ВГИК имени С. А. Герасимова), семинары с американскими авторами, режиссёрами и продюсерами.
В компании регулярно проводятся конкурсы для сценаристов, а также «Творческая Актёрская лаборатория», в которой принимают участие молодые актёры.
«Амедиа» стала первым российским членом Гильдии сценаристов Америки (Writers Guild of America) — профессионального союза писателей, работающих в кино, на телевидении, в рекламе и театре. В союзе состоят крупнейшие европейские и американские кинопроизводители.

## История

Логотип компании с 2004 по 2023 год

Компания «Амедиа» была основана в 2002 году Александром Акоповым после его ухода с поста генерального директора телеканала РТР.
В 2002 году «Амедиа» первой в России заключила договор на совместное производство с компанией Sony Pictures. Первым проектом этого тандема стала 127-серийная теленовелла «Бедная Настя», вышедшая на экраны в 2003 году на канале СТС. Сериал был продан в 25 стран мира, включая Латинскую Америку.
В 2004 году «Амедиа» начала первый российский ситком «Моя прекрасная няня» на канале СТС.
В 2005 году ситком «Моя прекрасная няня» получил телевизионную премию «ТЭФИ» в двух номинациях: «Продюсер» — Александр Акопов, Александр Роднянский, Константин Наумочкин и «Исполнительница женской роли в телевизионном фильме/сериале» — Анастасия Заворотнюк. В этом же году ситком получил две статуэтки «Золотой Остап» в номинации «Самый смешной сериал года», а исполнительница главной роли Анастасия Заворотнюк стала лауреатом премии, получив приз «За лучшую женскую комедийную роль».
В сентябре 2005 года на канале СТС начался показ 200-серийного сериала «Не родись красивой». Это проект стал одним из самых успешных российских сериалов. По оценкам компании TNS Gallup Media ежедневно его смотрели около 7 млн телезрителей. За сериал Александр Акопов, Александр Роднянский, Наталия Шнейдерова, Илья Папернов и Елена Марковская получили награду Национального телевизионного конкурса «ТЭФИ» в номинации «Продюсер». В 2005 году «Амедиа» начала работать с «Первым каналом». На экраны вышла историческая мелодрама «Адъютанты любви», а в начале 2006 года — семейная сага «Любовь как любовь».
В 2005 году компания «Амедиа» занялась производством телепрограмм — «В субботу вечером» для СТС и «Вечер с Тиграном Кеосаяном» для РЕН ТВ.
В 2006 году на DVD вышла полная версия всех серий «Моей прекрасной няни». Наряду с этим, компания выпустила DVD «Лучшие шутки моей прекрасной няни». Совместно с Sony Pictures «Амедиа» выпустила альбом песен из сериала «Не родись красивой». Успешные продажи альбома уже через две недели принесли ему статус «Золотого диска».
С 12 марта 2007 года в эфир «Первого канала» вышла теленовелла «Татьянин день», которая на протяжении семи месяцев считалась рейтинговым телевизионным проектом.
С 15 января 2008 года на СТС состоялась премьера исторической теленовеллы «Одна ночь любви». «Одна ночь любви» — единственный российский продукт, номинированный на премию «Эмми» в 2008 году.
В том же 2008 году компания выпустила сериал «Монтекристо» — ремейк одноимённой аргентинской теленовеллы.
10 декабря 2009 года в прокат вышел полнометражный 3D мультфильм «Наша Маша и волшебный орех». По мотивам фильма были созданы компьютерная игра и саундтрек. На тот момент компания «Амедиа» планировала продолжить производство отечественных 3D-мультфильмов и создавать не менее одного полнометражного мультфильма в год.
В 2009 году «Амедиа» продолжила осваивать новые форматы. В ноябре 2009 года в эфире «Первого канала» появляется сериал «Спальный район». Оригинальный формат, разработанный компанией «Амедиа», стал принципиально новым жанром на российском телевидении. Это ежедневная телевизионная драма, где герои живут в реальном времени и переживают вместе с телезрителями одни и те же события.
Также в 2009 году «Амедиа» сняла цикл документальных драм для «Первого канала». Проекты «Заговор маршала», «Земля обетованная от Иосифа Сталина», «И примкнувший к ним Шепилов», «В одном шаге от Третьей мировой войны» и «Осведомлённый источник в Москве» рассказывают о политических событиях, явлениях и персонах XX века. Документальная драма представляет собой художественное воссоздание исторических событий.
В апреле 2011 года на состоялась премьера мистического триллера «Закрытая школа» — адаптации испанского телесериала «Чёрная лагуна (El Internado)». Сериал был снят по заказу СТС. Всего на СТС было показано 4 сезона и 134 серии триллера.
В 2011 году «Амедиа» запустила круглосуточный телеканал «Amedia 1».
В 2012 году триллер «Закрытая школа» получил Национальную телевизионную премию «ТЭФИ». Продюсеры проекта Александр Акопов, Вячеслав Муругов, Наталия Шнейдерова, Татьяна Беличенко стали лучшими в номинации «Продюсер фильма/сериала».
В апреле 2013 года на канале СТС состоялась премьера молодёжного мистического триллера «Ангел или демон», который является адаптацией популярного испанского сериала «Ángel o demonio» (производство Plural Entertainment).
В 2013 году совместно с компанией «SPB TV» запущен проект «Амедиатека» — сервис, агрегирующий контент телекомпании «Амедиа», включающий популярные сериалы «Игра престолов» и «Во все тяжкие»
10 апреля 2014 года вечером пожар произошёл в одном из съёмочных павильонов с декорациями. Площадь возгорания составляла 50 квадратных метров. Была проведена эвакуация и ликвидация пожара, пострадавших нет.
7 ноября 2016 года компания «Амедиа» провела ребрендинг телеканалов «Amedia 1» и «Amedia 2», после чего они стали называться «A1» и «A2».
25 июля 2017 года «Амедиа ТВ» заключила сделку с HBO, получив официальный статус «Home of HBO». Соглашение дало компании эксклюзивные права почти на весь контент американской телесети в России.
13 октября 2017 года российский оператор цифрового спутникового телевидения «Триколор ТВ» прекратил вещание телеканалов «Amedia HIT», «A1» и «A2». По словам представителя «Триколор ТВ» Ульяны Рассказовой, «это объясняется тем, что контент телеканалов сформирован таким образом, что представляет собой своеобразное промо для сервиса Amediateka. Поэтому было принято решение прекратить наше сотрудничество в таком формате». После этого «Амедиа ТВ» предложила зрителям обратиться в службу поддержки «Триколор ТВ» и потребовать вернуть каналы.

## Руководство и акционеры

### Генеральные директора
- Марина Сидорова (2015—2023)
- Вадим Соколовский (2023—2024)
- Антонина Горлова (с 15 марта 2024)

В 2005 году мажоритарным партнёром «Амедиа» стала промышленно-финансовая группа Access Industries Леонарда Блаватника, совладельца ТНК-ВР и «Русал».
В июне 2015 года Александр Акопов передал Блаватнику свою долю во всех компаниях «Амедиа», оставшись лишь акционером компании «А Сериал», которой принадлежат неэфирные каналы компании и «Амедиатека». По состоянию на 24 июня 2015 года Блаватник контролировал 66 % акций «Амедиа».
С февраля 2016 года по август 2019 года генеральным продюсером компании являлась Нелли Яралова, ранее занимавшая должность линейного продюсера в одном из ранних проектов «Амедиа» — сериале «Не родись красивой».
В 2014 году к команде «Амедиа» присоединилась главный продюсер Анна Ольшевская.
В декабре 2019 года к команде «Амедиа» присоединилась главный продюсер Наталия Клибанова.

## Основные показатели
Выручка «Амедиа» в 2008 году составляла $80 млн, в 2013 году — около $60 млн.
По состоянию на 2016 год онлайн-кинотеатр «Амедиатека» насчитывал 4,5 млн зарегистрированных пользователей и 250 тыс. платящих подписчиков, чистая выручка компании составила 400 млн рублей.

## Киностудия

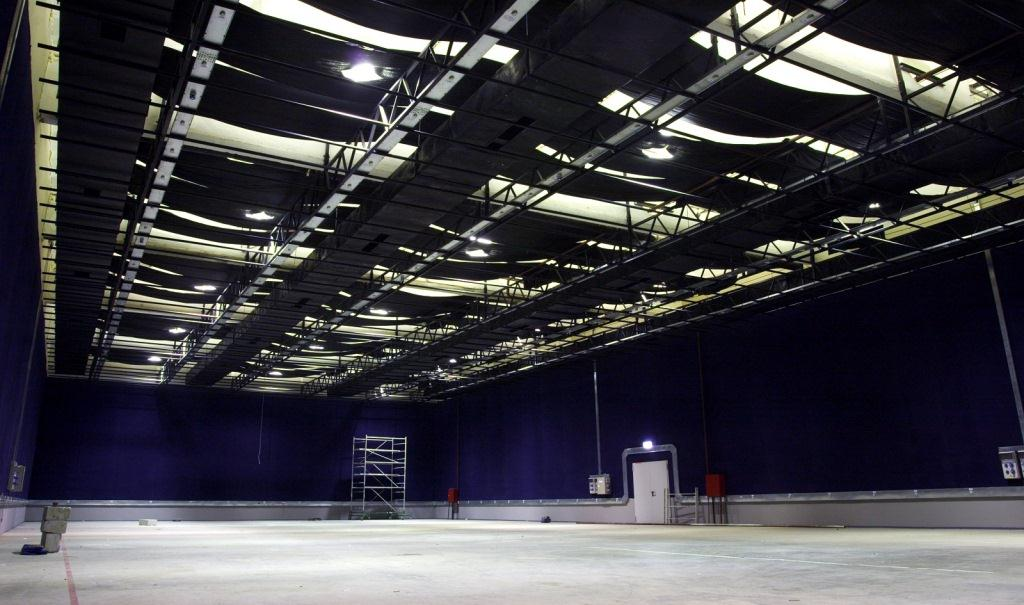
Один из павильонов киностудии

Киностудия «Амедиа» основана в 2004 году на территории бывшего шарикоподшипникового завода. Постепенно на месте заводских цехов возводились современные съёмочные павильоны. Одновременно со съёмками шли масштабные строительные работы. Первым проектом «Амедиа», снятым в новой студии, стала историческая мелодрама «Грехи отцов».
К 2005 году завершилось строительство ещё шести павильонов, а через год были готовы ещё два. Площадь павильонов на тот момент составляла более 5,8 тыс. м². Павильонов едва хватало на собственное производство компании «Амедиа». Строительство дополнительных помещений привлекло сторонних производителей телевизионного контента.
К 2010 году завершилось строительство ещё четырёх павильонов с высотой потолков 12 м. Появилась возможность застраивать многоэтажные декорации и использовать телескопические краны для съёмок с верхних точек, что необходимо для производства полнометражных фильмов.
На март 2022 года в киностудии 16 павильонов от 80 м кв. до 1327 м кв., совокупной площадью 11, 2 тыс. м. кв. Одиннадцать из них обладают высоким уровнем звукоизоляции и полным техническим оснащением.
Общая площадь студии — 42 тыс. м. кв.
Киностудия АМЕДИА — это крупнейшая частная киностудия Москвы полного цикла, которая предоставляет полный спектр услуг для производства телесериалов, полнометражных фильмов, музыкальных клипов, рекламных роликов и телепередач. В услуги Киностудии АМЕДИА входит аренда съёмочных павильонов; аренда оборудованных актёрских и гримёрных комнат, помещений для реквизита и костюмов, а также прочих вспомогательных помещений; аренда видео и звукового оборудования; аренда осветительного оборудования; пошив и аренда костюмов; аренда мебели и реквизита; роѕt-production в цифровом формате.
Также на территории Киностудии находятся ресторан, кафе, конференц-зал, презентационный видеозал, прачечная.
Ежегодно киностудия обновляет техническую базу и предоставляет новейшее оборудование.
По данным на март 2022 г. в Киностудии АМЕДИА было снято более 3500 проектов. Основные клиенты киностудии — «Амедиа Продакшн», «Камеди Клаб Продакшн», «Good Story Media», «Студия Пятница», «Старт Продакшн», ПК «Среда», «1-2-3 Production», телеканал «Мир» и другие.

## Вещательные проекты
В июле 2011 года «Амедиа» запустила собственный круглосуточный телеканал Amedia. Эфирная сетка телеканала состоит из сериалов и программ собственного производства. Телеканал доступен в пакетах операторов кабельного и цифрового телевидения — «Ростелеком», «Дом.ru», «МТС», «Билайн», «МегаФон», «Зелёная точка», «Акадо», «Инетком» (в том числе по технологии Smart TV Samsung и LG), а также через оператора спутникового телевидения «Орион Экспресс». По данным на апрель 2013 года, абонентская база канала в России насчитывает 1,5 млн подписчиков.
С декабря 2012 года телеканал Amedia начал коммерческое вещание на территории США. Распространение канала осуществляется через компанию DISH Network, которая является крупнейшим оператором спутникового телевидения с более 18 млн абонентов.
На 2013 год компанией «Амедиа» было запланировано расширение пакета вещательных каналов.
21 мая 2013 года Bloomberg объявил о том, что американский кабельный канал HBO заключил сделку с компанией «Амедиа». В конце мая 2013 года «Амедиа» выпустила официальный пресс-релиз, в котором объявила о том, что получила исключительные права на вещание контента американского премиального телеканала НВО на территории России. Контент НВО будет доступен только в платных или базовых кабельных и спутниковых российских сетях, а также на специализированной закрытой интернет-платформе. Сериалы и фильмы HBO можно будет увидеть на двух готовящихся к запуску каналах — «Амедиа 1» и «Амедиа Премиум». 24 мая 2013 года в газете «Ведомости» был опубликован материал, в котором глава «Амедиа» раскрыл подробности сделки, а также сообщил, что телеканалы будут запущены в эфир 31 мая 2013 года.

## Заявления о борьбе с пиратством
В 2010 году Александр Акопов заявил о начале борьбы с пиратством в Интернете. Одним из главных пиратских сайтов был назван сайт «ВКонтакте». Акопов заявил о готовности подать в суд иск к пользователям и руководству социальной сети «ВКонтакте», которая предоставляет возможность бесплатно смотреть пиратские копии фильмов и музыкальных альбомов.

Это 30 миллионов уголовников, эти соучастники известны, но 30 миллионов посадить в тюрьму нельзя, но 10 тысяч — можно.

Пользователи «ВКонтакте» отреагировали на заявления Акопова крайне негативно: создали на сайте группу «Партия пиратов» (на 10 июля 2010 насчитывала 8 тыс. человек), в которой шло обсуждение возможности подать коллективный иск против президента «Амедиа». Кроме того, на страницах газеты «ВКурсе» появилось открытое письмо властям от пользователей «ВКонтакте» (более 72 тыс. подписавшихся) с просьбой изменить «устаревшие» законы.
В результате в открытом письме президент «Амедиа» попытался извиниться перед пользователями сайта: «Я хотел бы принести свои извинения тем пользователям сети „В Контакте“, кто, наверное, справедливо обиделся, услышав из сообщений СМИ, что какой-то дядя назвал вас уголовником» и объяснил позицию компании Амедиа по данному вопросу: при регистрации на большинстве сайтов пользователь выражает своё согласие с так называемыми «условиями использования», в которые, как правило, включается пункт, по которому пользователь берёт на себя всю ответственность в случае нарушения закона.
14 июня 2014 года «Роскомнадзор» заблокировал сайт проекта Lostfilm и несколько торрент-сайтов за распространение сериалов, в том числе созданных HBO.
7 апреля 2018 года стало известно о подготовке компанией «Амедиа» плана по официальному возбуждению уголовных дел против творческой компании «Кубик в кубе», которая создаёт популярные альтернативные звуковые дорожки к сериалам и фильмам, права на распространение которых приобрела «Амедиа».

## Продукция

### Телесериалы
| Название                          | Дата выпуска                                                                          | Телеканалы                | Жанр                    |
| --------------------------------- | ------------------------------------------------------------------------------------- | ------------------------- | ----------------------- |
| «Бедная Настя»                    | 31 октября 2003 — 30 апреля 2004                                                      | СТС                       | историческая драма      |
| «33 квадратных метра»             | 5 мая — 17 июня 2004                                                                  | СТС                       | ситком                  |
| «Дорогая Маша Березина»           | 5 июля — 24 сентября 2004                                                             | СТС                       | мелодрама               |
| «Моя прекрасная няня»             | 27 сентября 2004 — 1 января 2009                                                      | СТС                       | ситком                  |
| «Грехи отцов»                     | 11 октября — 12 ноября 2004                                                           | СТС                       | историческая драма      |
| «Холостяки»                       | 18 октября — 25 ноября 2004                                                           | REN-TV                    | пикантная комедия       |
| «Звездочёт»                       | 15 ноября — 2 декабря 2004                                                            | Россия                    | боевик                  |
| «Талисман любви»                  | 21 марта — 15 июня 2005                                                               | СТС                       | историческая драма      |
| «Не родись красивой»              | 5 сентября 2005 — 7 июля 2006                                                         | СТС                       | драмеди                 |
| «Люба, дети и завод»              | 12 сентября 2005 — 3 марта 2006                                                       | СТС                       | ситком                  |
| «Адъютанты любви»                 | 3 октября 2005 — 3 февраля 2006                                                       | Первый канал              | историческая драма      |
| «Кто в доме хозяин?»              | 16 января 2006 — 7 мая 2008                                                           | СТС                       | ситком                  |
| «Большие девочки»                 | 6 марта — 27 апреля 2006                                                              | Первый канал              | ситком                  |
| «Любовь как любовь»               | 14 марта 2006 — 29 июня 2007                                                          | Первый канал              | мелодрама               |
| «Братья по-разному»               | 25 сентября — 1 декабря 2006                                                          | РЕН ТВ                    | ситком                  |
| «Всё смешалось в доме…»           | 31 октября — 29 декабря 2006                                                          | СТС                       | драмеди                 |
| «UmaNetto»                        | 1—4 января 2007 (1 сезон)                                                             | СТС                       | мультпародия            |
| «Татьянин день»                   | 12 марта 2007 — 25 января 2008                                                        | Первый канал              | мелодрама               |
| «Вся такая внезапная»             | 18 июня — 10 августа 2007                                                             | СТС                       | ситком                  |
| «Тридцатилетние»                  | 3 сентября 2007 — 8 апреля 2008                                                       | СТС                       | драмеди                 |
| «Право на счастье»                | 29 октября — 7 декабря 2007                                                           | Пятый канал               | драма                   |
| «Бывшая»                          | 5 ноября 2007 — 12 июня 2008                                                          | Новый канал               | мелодрама               |
| «Одна ночь любви»                 | 14 января — 16 апреля 2008                                                            | СТС                       | историческая драма      |
| «Шаг за шагом»                    | 19 января 2008 — 16 августа 2009                                                      | СТС                       | ситком                  |
| «Короли игры»                     | 11 — 28 февраля 2008                                                                  | СТС                       | приключенческая комедия |
| «Сила притяжения»                 | 17 марта — 23 июня 2008                                                               | 1+1                       | мелодрама               |
| «Гуманоиды в Королёве»            | 11 мая — 4 июля 2008                                                                  | ТНТ                       | ситком                  |
| «Морозов»                         | 16 июня — 3 июля 2008                                                                 | Первый канал              | детектив                |
| «Монтекристо»                     | 14 июля — 30 декабря 2008                                                             | Первый канал              | мелодрама               |
| «Судебная колонка»                | 1—11 сентября 2008                                                                    | 1+1                       | детектив                |
| «Общая терапия»                   | 6 сентября 2008 — 14 мая 2011                                                         | Первый канал              | мелодрама               |
| «Жизнь, которой не было»          | 17—27 ноября 2008                                                                     | Россия                    | драма                   |
| «Похождения нотариуса Неглинцева» | 7 февраля — 15 марта 2009                                                             | 9 канал                   | детектив                |
| «Люди Шпака»                      | 2 марта — 10 апреля 2009                                                              | РЕН ТВ                    | детективная комедия     |
| «Деревенская комедия»             | 7 марта — 5 апреля 2009                                                               | Интер                     | романтическая комедия   |
| «Петровка, 38»                    | 14 ноября — 20 декабря 2009                                                           | Интер                     | детектив                |
| «Спальный район»                  | 16 ноября 2009 — 30 апреля 2010                                                       | Первый канал              | мелодрама               |
| «Здесь кто-то есть»               | 6 декабря 2010 — 2 июня 2011                                                          | ТВ-3                      | мистический триллер     |
| «Закрытая школа»                  | 11 апреля 2011 — 14 ноября 2012                                                       | СТС                       | мистический триллер     |
| «Мужчина во мне»                  | 18 апреля — 5 августа 2011                                                            | ТВ-3                      | мистическая мелодрама   |
| «Не плачь по мне, Аргентина!»     | 2—5 января 2012 (1-4 серии, Первый канал) 4—25 февраля 2013 (1-16 серии, Новый канал) | Первый канал, Новый канал | мелодрама               |
| «Люба. Любовь»                    | 5 февраля 2012                                                                        | Интер                     | мелодрама               |
| «Спасти босса»                    | 29 октября — 29 ноября 2012                                                           | Украина                   | драмеди                 |
| «Любит — не любит»                | 1—30 апреля 2013                                                                      | ТЕТ                       | комедия                 |
| «Ангел или демон»                 | 5 апреля 2013 — 28 апреля 2017                                                        | СТС, СТС Love             | мистический триллер     |
| «Папа в законе»                   | 27 января 2014                                                                        | Россия-1                  | мелодрама               |
| «Второй шанс»                     | 16 февраля 2014                                                                       | 1+1                       | мелодрама               |
| «Екатерина»                       | 24 ноября 2014 — 7 марта 2017                                                         | Россия-1                  | историческая драма      |
| «Луна»                            | 2 февраля — 25 марта 2015                                                             | СТС                       | мистический триллер     |
| «Между двух огней»                | 23 марта — 2 апреля 2015                                                              | ТВ Центр                  | мелодрама               |
| «Принц Сибири»                    | 11 мая — 11 июня 2015                                                                 | СТС                       | авантюрная комедия      |
| «Похищение Евы»                   | 8 января 2016                                                                         | КТК                       | мелодрама               |
| «Семь футов под килем»            | 3—4 июня 2017                                                                         | Россия-1                  | комедийная мелодрама    |
| «Семейные обстоятельства»         | 23 июля 2017                                                                          | Россия-1                  | мелодрама               |
| «Комиссарша»                      | 4—7 сентября 2017                                                                     | Первый канал              | военная драма           |
| «Гостиница „Россия“»              | 16—24 октября 2017                                                                    | Первый канал              | детективная мелодрама   |
| «Золотая Орда»                    | 12—22 марта 2018                                                                      | Первый канал              | историческая мелодрама  |
| «Пуля»                            | 17—21 декабря 2018                                                                    | НТВ                       | остросюжетный детектив  |
| «Возмездие»                       | 28 января — 1 февраля 2019                                                            | НТВ                       | боевик                  |
| «Ланцет»                          | 28 января — 8 февраля 2019                                                            | Первый канал              | медицинская драма       |
| «Подкидыш»                        | 1—6 апреля 2019                                                                       | Первый канал              | детектив                |
| «Магомаев»                        | 9—12 марта 2020                                                                       | Первый канал              | байопик                 |
| «Алекс Лютый»                     | 22 июня 2020 — 21 июня 2024                                                           | НТВ                       | детектив                |
| «Игра на выживание» (1 сезон)     | 31 августа — 17 сентября 2020                                                         | ТНТ, Premier              | приключенческий триллер |
| «Казанова»                        | 9 ноября 2020 — 13 марта 2025                                                         | Первый канал              | детектив                |
| «Суррогатная мать»                | 11 марта 2021                                                                         | Домашний                  | мелодрама               |
| «Заповедный спецназ»              | 22 марта 2021 — 15 сентября 2023                                                      | НТВ                       | боевик                  |
| «Красота небесная»                | 23 апреля 2021                                                                        | Домашний                  | мелодрама               |
| «Душегубы»                        | 31 мая — 4 июня 2021                                                                  | НТВ                       | детектив                |
| «Созвучия любви»                  | 15 сентября 2021                                                                      | Домашний                  | мелодрама               |
| «Нелюбимый мой»                   | 23 сентября 2021                                                                      | Домашний                  | мелодрама               |
| «Метод Михайлова»                 | 27 сентября — 8 октября 2021                                                          | НТВ                       | медицинская драма       |
| «Роковая женщина»                 | 20 ноября 2021                                                                        | Россия-1                  | мелодрама               |
| «Аист на крыше»                   | 25 декабря 2021                                                                       | Россия-1                  | мелодрама               |
| «Бойся, я с тобой»                | 16 февраля 2022                                                                       | Домашний                  | мелодрама               |
| «О чём она молчит»                | 2 апреля 2022                                                                         | Первый канал              | детектив                |
| «Акула»                           | 14—17 июня 2022                                                                       | НТВ                       | драматический детектив  |
| «Русалки»                         | 10 сентября — 17 декабря 2022                                                         | Кинопоиск, Wink           | мистический детектив    |
| «Горький мёд…»                    | 17 ноября 2022                                                                        | Домашний                  | мелодрама               |
| «Блондинка и брюнетка»            | 27 февраля 2023                                                                       | Домашний                  | мелодрама               |
| «Все равно ты моя»                | 18 апреля 2023                                                                        | Домашний                  | мелодрама               |
| «Стражник»                        | 27 марта — 5 апреля 2023                                                              | НТВ                       | остросюжетный детектив  |
| «Первые встречные»                | 1 апреля 2023                                                                         | ТВ Центр                  | детектив                |
| «Бумеранг»                        | 13 сентября 2023                                                                      | Домашний                  | мелодрама               |
| «Выдра»                           | 13—14 ноября 2023                                                                     | Домашний                  | мелодрама               |
| «Счастлива по умолчанию»          | 1 октября 2024                                                                        | Домашний                  | мелодрама               |
| «Седьмое небо»                    | 10 октября 2024                                                                       | Домашний                  | мелодрама               |

### Телевизионные фильмы (1-2 серии)
| Название                   | Дата выпуска     | Телеканалы | Рейтинг    | Доля       |
| -------------------------- | ---------------- | ---------- | ---------- | ---------- |
| «Счастье моё»              | 27 апреля 2008   | Россия     | 4,4        | 13,9       |
| «Время радости»            | 28 сентября 2008 | Россия     | 3,1        | 10,9       |
| «Добрая подружка для всех» | 21 декабря 2008  | Россия     | 5,0        | 17,3       |
| «Ванька Грозный»           | 2 января 2009    | Россия     | 8,5        | 23,4       |
| «Новогодняя засада»        | 4 января 2009    | Россия     | 5,7        | 18,0       |
| «Домработница»             | 20 марта 2011    | Россия-1   | 9,0        | 26,4       |
| «Васильки для Василисы»    | 23 июня 2012     | Россия-1   | 4,0        | 15,9       |
| «Крепкий брак»             | 25 ноября 2012   | Интер      | нет данных | нет данных |
| «Куркуль»                  | 5 марта 2017     | НТВ        | 2,9        | 8,1        |
| «Должок»                   | 19 марта 2017    | НТВ        | 2,4        | 6,3        |

### Телепрограммы
| Название                     | Дата выпуска | Ведущие        | Телеканалы          | Жанр               |
| ---------------------------- | --- | -------------- | ------------------- | ------------------ |
| «В субботу вечером»          | 9—30 апреля 2005 | —              | СТС                 | скетчком           |
| «Вечер с Тиграном Кеосаяном» | 5 марта 2007 — 11 июня 2009 | Тигран Кеосаян | РЕН ТВ              | ток-шоу            |
| «Солдаты. И офицеры»         | 12 июля — 5 августа 2010 (1-17 выпуски, РЕН ТВ), 9 марта — 10 мая 2011 (1-40 выпуски, К1), 27 марта — 4 сентября 2017 (18-40 выпуски, Сарафан) | —              | РЕН ТВ, К1, Сарафан | скетчком           |
| «Экстрасенсы против учёных»  | 23 апреля — 16 июля 2011 | Валдис Пельш   | ТВ-3                | реалити-шоу        |
| «Классная школа»             | 31 августа — 31 декабря 2013 | —              | Карусель            | скетчком для детей |

### Докудрамы
| Название                              | Дата эфира                                                                         | Телеканал            |
| ------------------------------------- | ---------------------------------------------------------------------------------- | -------------------- |
| «Осведомлённый источник в Москве»     | 25—27 января 2010 (1-3 серии, Первый канал) 9—14 сентября 2010 (1-4 серии, Астана) | Первый канал, Астана |
| «Тухачевский. Заговор маршала»        | 22 февраля 2010                                                                    | Первый канал         |
| «Земля обетованная от Иосифа Сталина» | 3—8 сентября 2010                                                                  | Астана               |
| «И примкнувший к ним Шепилов»         | 15—20 сентября 2010                                                                | Астана               |
| «В одном шаге от Третьей мировой»     | 21—24 сентября 2010                                                                | Астана               |
| «Берия. Проигрыш»                     | 27—30 сентября 2010                                                                | Астана               |

### Документальные фильмы
| Название                                    | Дата эфира      | Телеканал    |
| ------------------------------------------- | --------------- | ------------ |
| «Здравствуйте, я ваша няня! Фильм о фильме» | 11 ноября 2006  | СТС          |
| «Гены и злодейство»                         | 27 июня 2010    | Пятый канал  |
| «Шальные деньги»                            | 17 января 2012  | Первый канал |
| «Закрытая школа. Фильм о фильме»            | 14 ноября 2012  | СТС          |
| «Правила взлома»                            | 30 декабря 2015 | Amedia2      |

### Фильмы
| Фильм                           | Дата выхода в прокат | Прокатчик            | Сборы в России и СНГ | Дата премьеры на ТВ | Телеканал | Рейтинг/ доля |
| ------------------------------- | -------------------- | -------------------- | -------------------- | ------------------- | --------- | ------------- |
| Наша Маша и волшебный орех      | 10 декабря 2009      | «Наше кино»          | 19 млн руб.          | 8 марта 2012        | МУЗ       | 0.7/ 2.7      |
| Т-34                            | 1 января 2019        | «Централ Партнершип» | 2317 млн руб.        | 9 мая 2019          | Россия-1  | 9.4/ 35.0     |
| Обратная связь                  | 17 декабря 2020      | «SPPR»               | 247 млн руб.         | 30 декабря 2021     | СТС       | —             |
| Пальма                          | 18 марта 2021        | «Централ Партнершип» | 347 млн руб.         | 4 ноября 2021       | Россия-1  | 6.6/ 22.1     |
| Мира                            | 22 декабря 2022      | «Атмосфера кино»     | 342 млн руб.         |                     |           |               |
| Любовь-морковь: Восстание машин | 30 марта 2023        | «КарроПрокат»        |                      |                     |           |               |
| Воздух                          | 18 января 2024       | «НМГ Кинопрокат»     |                      |                     |           |               |
| Мастер и Маргарита              | 25 января 2024       | «Атмосфера кино»     |                      | 19 января 2025      | НТВ       | нет данных    |
| Пальма 2                        | 20 марта 2025        | «Централ Партнершип» |                      |                     |           |               |